# 올 인 더 패밀리
올 인 더 패밀리(All in the Family)는 1971년 1월 12일부터 1979년 4월 8일까지 CBS에서 방영된 시트콤이다.

## 캐스트
- 캐럴 오코너 - Archie Bunker
- 진 스태플턴 - Edith Bunker
- 샐리 스트러더스 - Gloria Stivic
- 롭 라이너 - Michael Stivic